# Río Nid (Agder)
El río de Nid o Nidelva (en noruego: Nidelva) es un corto río costero de la parte suroccidental de la península escandinava, un río de Noruega que discurre por el condado de Aust-Agder. Es el principal río de la cuenca hidrográfica de Arendal, ciudad en la que desemboca en aguas del Skagerrak.
Formalmente, el río Nid se forma en Haugsjåsund por la confluencia del río Nisserelva —emisario del lago Nisser (76,34 km²)— y del Fyreselv —emisario del lago Fyresvatn (51,43 km²). La longitud total del sistema del río Nid es de 210 km y drena una cuenca de 4000 km². En Rygene, el caudal medio de agua es de 110 m³/s, pero en el otoño de 1987 se registraron 1200 m³/s.

## Cuenca hidrográfica de Arendal
En el río se han construido dieciséis centrales hidroeléctricas, siendo una de las cuencas más reguladas de Noruega (el salmón logra adentrarse 22 km río arriba hasta encontrarse con la central de Evenstad). Las centrales son las siguientes:
| Central hidroeléctrica | Caída de agua (metros) | Caudal (m³/sek) | Potencia instalada (MW) | Producción media (GWh) |
| ---------------------- | ---------------------- | --------------- | ----------------------- | ---------------------- |
| Finndøla               | 303                    | 40              | 103                     | 150,6                  |
| Dynjarfoss             | 81                     | 45              | 33                      | 183,6                  |
| Berlifoss              | 29                     | 43              | 9                       | 61,2                   |
| Jørundland             | 282                    | 22,5            | 50                      | 100,7                  |
| Skafså I               | 260                    | 8,2             | 17,6                    | 136                    |
| Skafså II              | 91                     | 20              | 15                      | 72                     |
| Fjone                  | 256                    | 23              | 50                      | 125                    |
| Presa de Nisser        | 5,5                    | 38              | 2,5                     | 13,7                   |
| Tjønnefoss             | 18                     | 43              | 6                       | 42                     |
| Høgefoss               | 64                     | 45              | 22                      | 159                    |
| Åmli-Gjøv              | 54,5                   | 40              | 18,6                    | 66                     |
| Åmli-Nidelv            | 5                      | ?               | 6                       | 30                     |
| Flatenfoss             | 11                     | 120             | 10                      | 60                     |
| Bøylefoss              | 62                     | 120             | 80                      | 360                    |
| Evenstad               | 17                     | 170             | 25                      | 119                    |
| Rygene                 | 38                     | 180             | 52                      | 273                    |

## Galería de imágenes

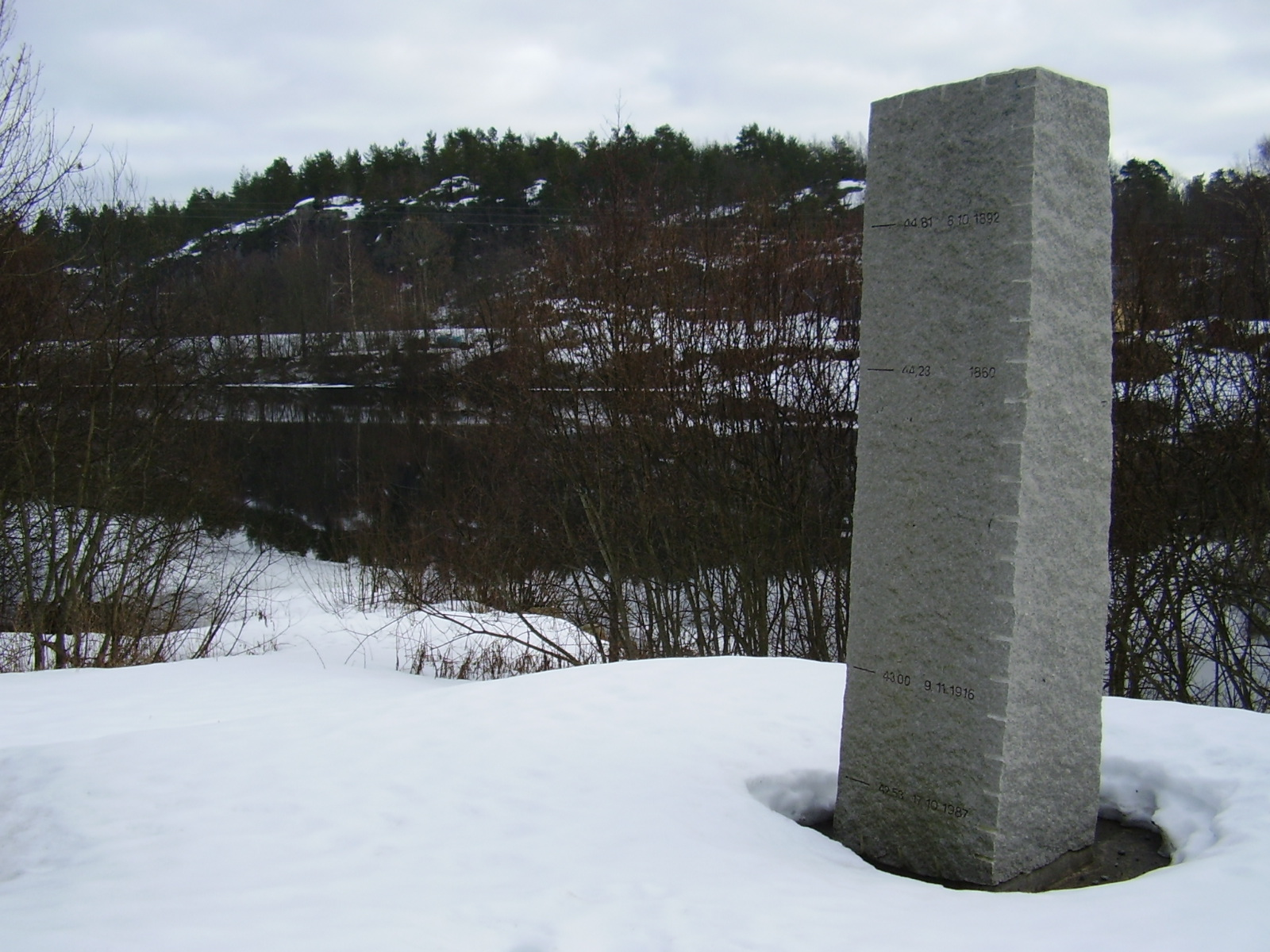
Niveles de agua históricos en el Nida
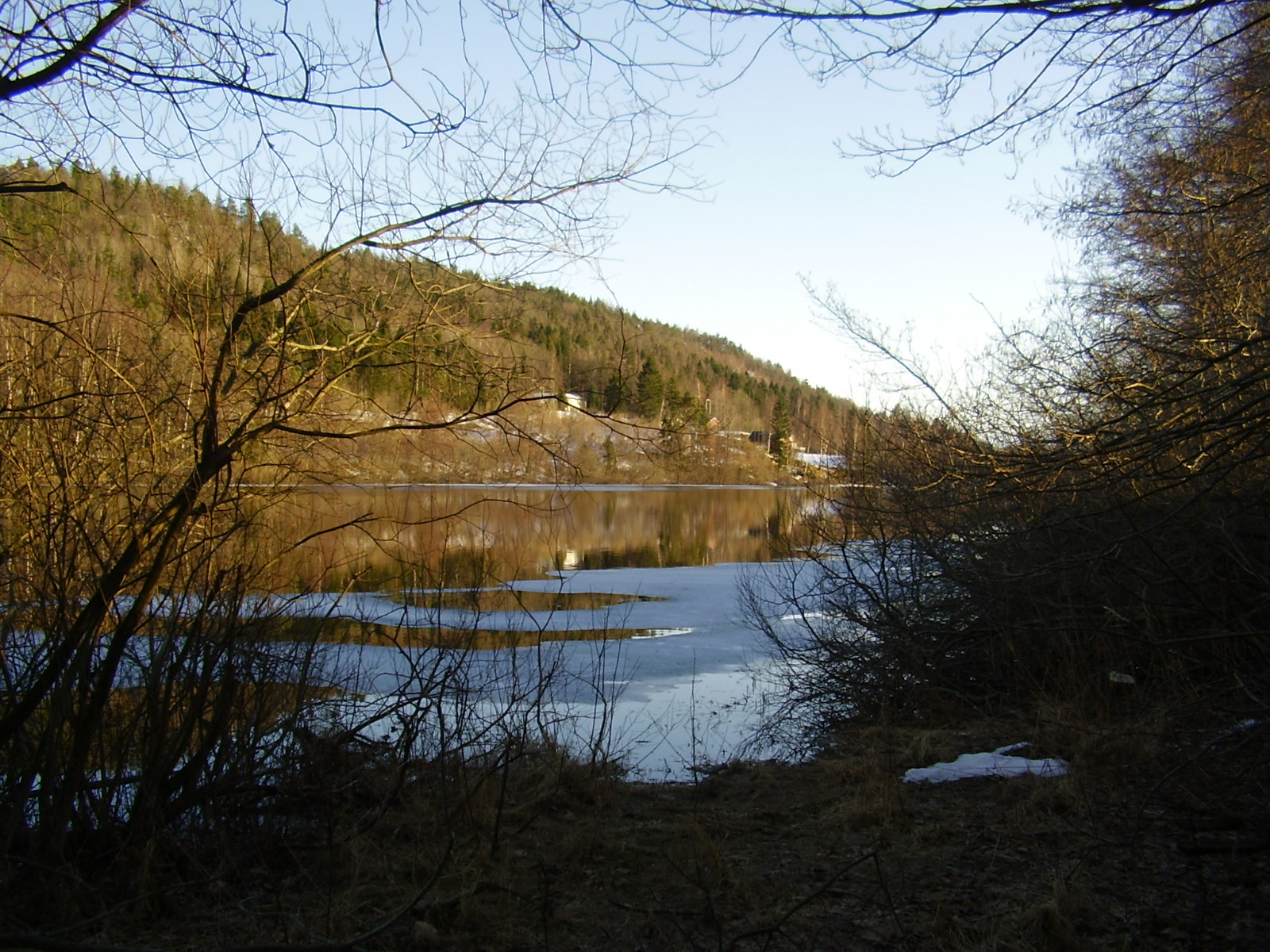
Nidelva en Reiersøl
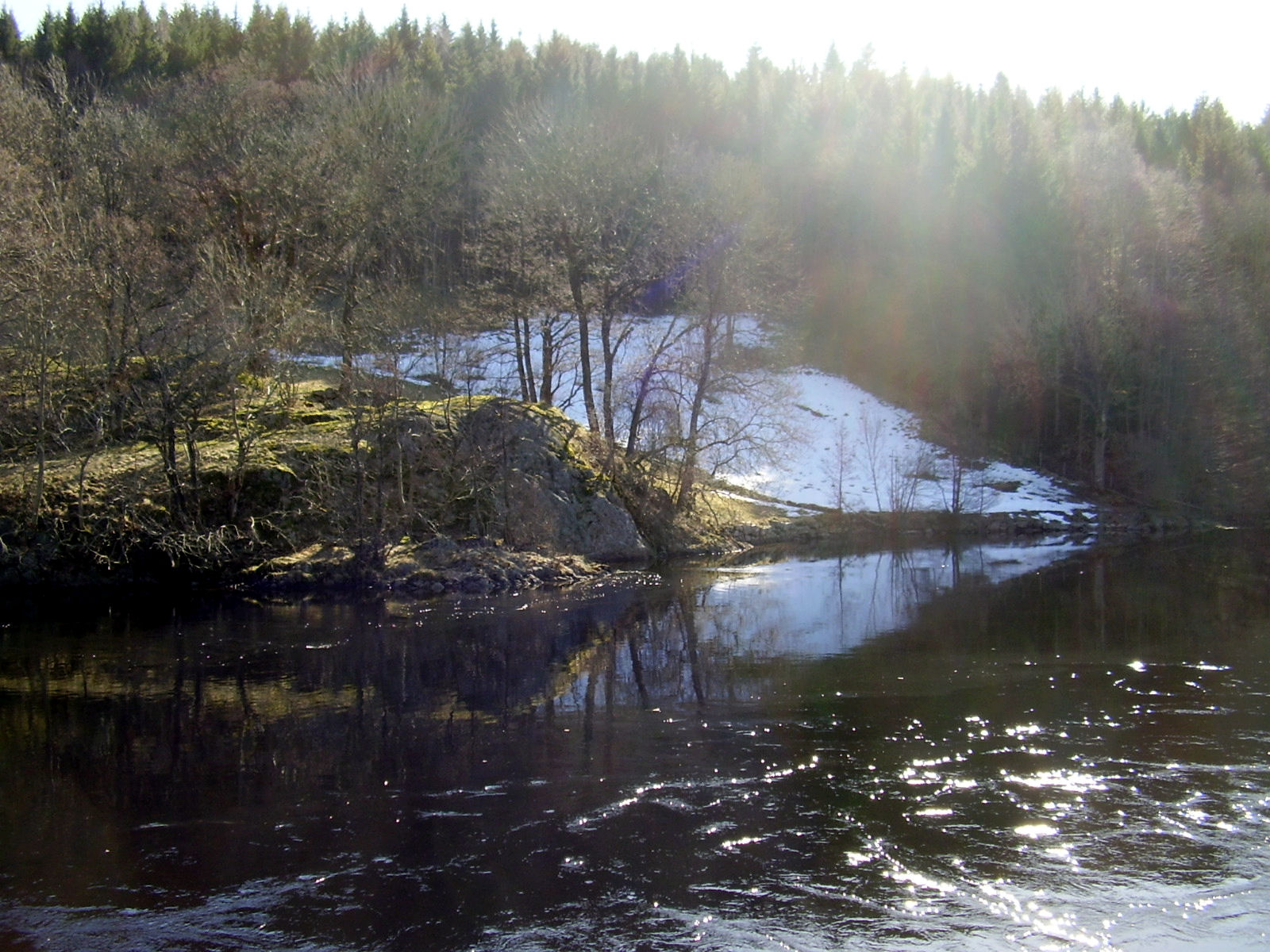
El río se abre paso a unos pocos kilómetros de la boca a través de un lugar estrecho
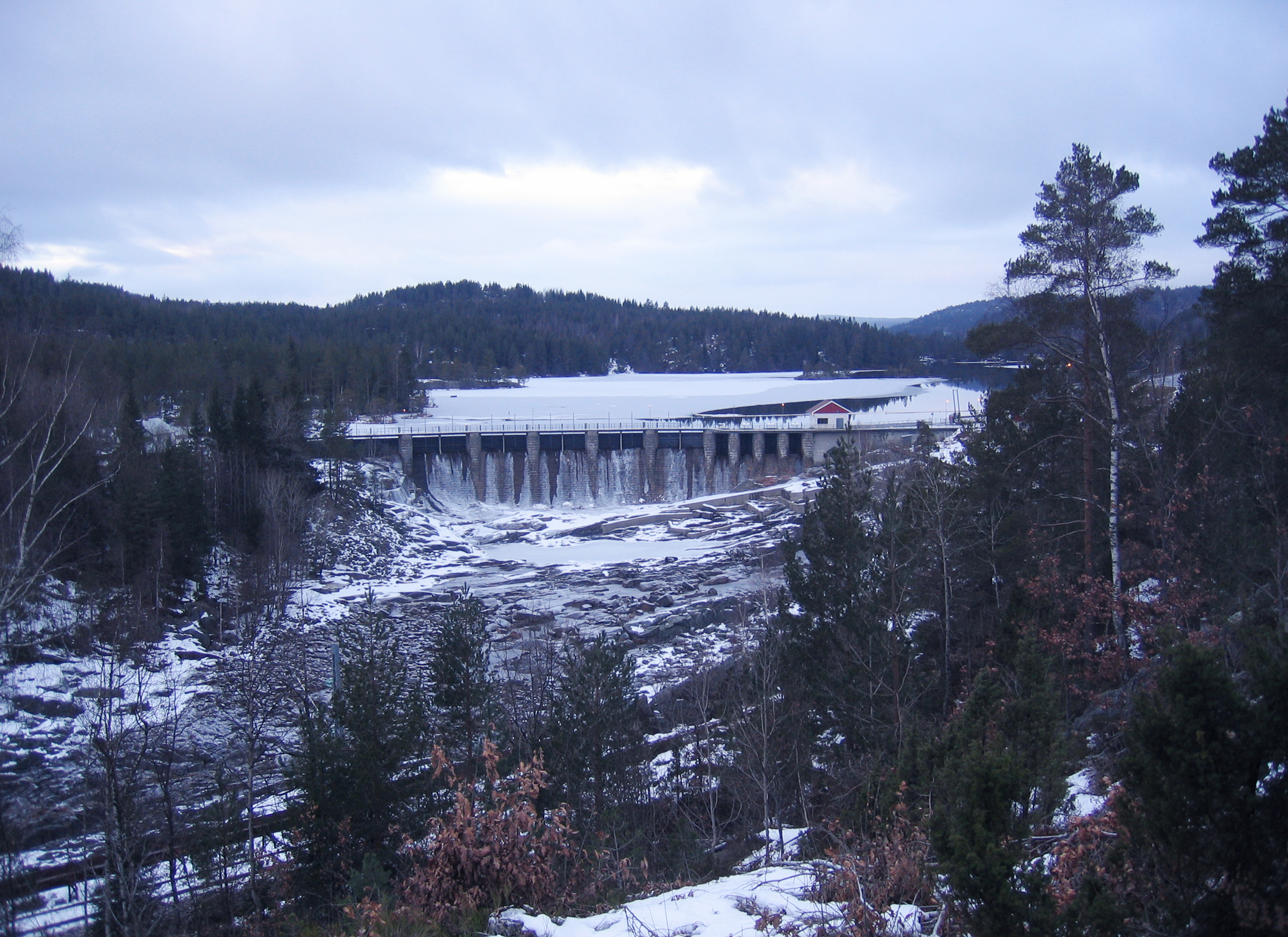
Vista de la presa de Bøylefoss.
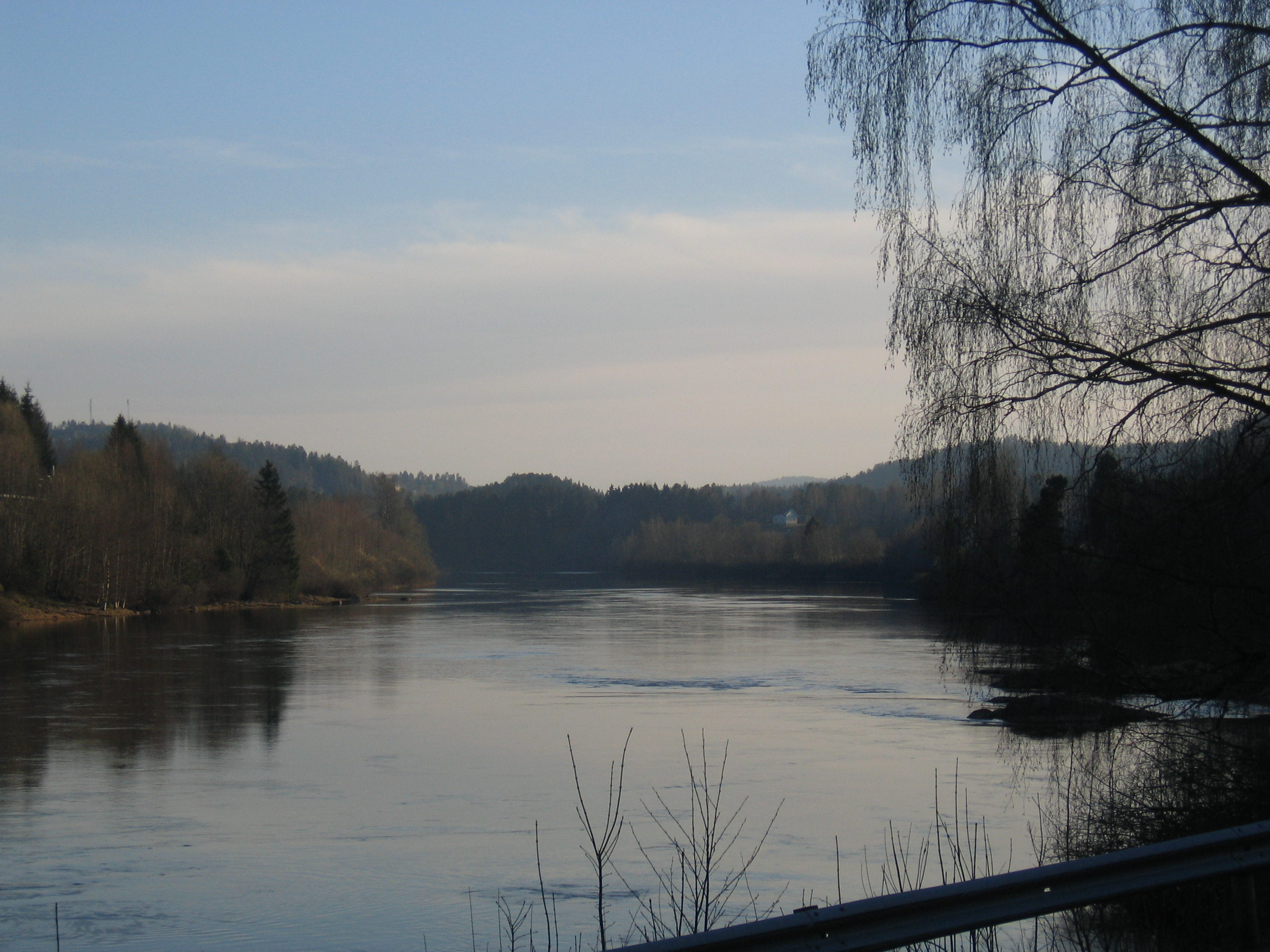
El Nidelva aguas abajo de la iglesia de Froland